# Marcel Rohner
Marcel Rohner (n. 21 iunie 1964, Baar⁠(d), Cantonul Zug, Elveția) este un bober ce a reprezentat Elveția, medaliat olimpic. A participat la o ediție a Jocurilor Olimpice (1998) în care a câștigat o medalie de argint.

## Participări
Lista de mai jos prezintă principalele competiții la care a participat Marcel Rohner de-a lungul carierei.
- bobsleigh at the 1998 Winter Olympics[*]